# Sclerolobium macrophyllum
Sclerolobium macrophyllum är en ärtväxtart som beskrevs av Julius Rudolph Theodor Vogel. Sclerolobium macrophyllum ingår i släktet Sclerolobium och familjen ärtväxter. Inga underarter finns listade i Catalogue of Life.